# Ангелы с высот небесных
«Ангелы с высот небесных» (англ. Angels From the Realms of Glory) — рождественский христианский гимн. Слова гимна «Ангелы с высот небесных» написал Джеймс Монтгомери, а мелодия принадлежит композитору Генри Смарту.
Джеймс Монтгомери родился в 1771 году в Шотландии, где его отец был служителем церкви. В 7 лет его отправили учиться в религиозную школу, и там он исповедовал христианство. Когда ему было 12 лет, церковь послала его родителей миссионерами в Новый Свет. Джеймса с собой они не взяли. Вскоре родители умерли (отец похоронен на Барбадосе, а мать — в Тобаго).
В школе мальчик стал писать стихи. Учился он плохо, школу не окончил. Тогда он пошёл учиться на подмастерье в пекарне. Эта затея тоже провалилась. Со временем он начал работать в радикальной газете «Шеффилд Реджистер». Позже он выкупил эту газету и переименовал её в «Ирис Шеффилда». За то, что в своей газете он поднимал наболевшие политические вопросы, дважды его заставляли платить штраф и сажали в тюрьму (уже позже в качестве компенсации за моральный ущерб, причиненный тюремными заключениями, ему назначили пенсию от королевского дома).
В юности Джеймс отошёл от церкви, но по собственной просьбе был восстановлен в членстве в 43 года. Он стал активно работать на миссию, а также участвовать в Библейском Обществе.
В Сочельник 1816 года, в возрасте 45 лет, Джеймс Монтгомери опубликовал в своей газете стихотворение «Ангелы с высот небесных».
Монтгомери написал более 400 гимнов. По количеству гимнов, которые до сих пор широко используются в христианских церквях, его превосходят Чарльз Уэсли, Исаак Уаттс и Фанни Кросби. Его гимны отличаются тем, что в них одна центральная идея, и каждая деталь гимнов подчиняется этой главной мысли.
Кроме гимнов, Джеймс Монтгомери писал светские стихи, многие из которых направлены против рабства, а также опубликовал «Лекции о поэзии и литературе». Стихи сделали его популярным, и даже поэт Байрон высоко отзывался об одном из них. Когда же у Монтгомери спросили, какие из его стихов переживут его, он сказал: «Пожалуй, ничто, кроме нескольких гимнов.»
Умер он во сне через день после написания своего последнего гимна в возрасте 83 лет. В честь его на кладбище в Шеффилде воздвигли памятник, в церкви установили витраж, и его именем назвали общественный зал.
Мелодия гимна принадлежит перу Генри Смарта. Он родился в 1813 году в Лондоне в семье музыканта. Мальчиком он проводил много времени на органной фабрике. Позже он отказался вступать в Индийскую армию, потому что хотел изучать право. Но после четырёх лет юриспруденции он направил весь свой талант и время на музыкальное образование. Вскоре он стал одним из лучших органистов в Англии и продуктивным композитором. В разное время Генри Смарт служил органистом в нескольких церквях. Он также нарисовал чертежи, по которым потом сделали два известных в Англии органа. Он был редактором нескольких сборников гимнов с нотами и музыкальным критиком. Генри Смарт сочинил ряд музыкальных произведений: кантаты, трио, дуэты, песни, оперу, ораторий, органную музыку и многие гимны.
Когда ему было 18 лет, его зрение начало падать, и к 52 годам он полностью ослеп. Ноты записывала за него его дочь.
Он умер в 1879 году в Лондоне.
Мелодия этого гимна получила своё название «Площадь Риджинт» по имени самой значительной Пресвитерианской церкви в Лондоне. Эта мелодия была написана для сборника гимнов в 1867 году.

## Текст
Ангелы с высот небесных

Поспешите нам помочь;

День творенья вам известен,

Всем скажите в эту ночь.
Поспешите поклониться
Господу Царю Христу.
Пастухи в полях широких,

Стерегущие стада,

Бог открыл вам благ потоки,

Хочет с нами жить всегда.
Мудрецы, от многих знаний

Поднимите к небу взор,

В мир сошёл давно желанный,

Милость Он и к вам простер.
Люди верные, в смиренье

Ждали вы, что Бог даст Сам,

К вам теперь пришло спасенье,

Он пришёл внезапно в храм.